# Maison au 6, rue du Renard-Prêchant à Strasbourg
La maison au 6, rue du Renard-Prêchant est un monument historique situé à Strasbourg, dans le département français du Bas-Rhin.

## Localisation
Ce bâtiment est situé au 6, rue du Renard-Prêchant à Strasbourg.

## Historique
L'édifice fait l'objet d'une inscription au titre des monuments historiques depuis 1929.